# PRRX1
PRRX1 (англ. Paired related homeobox 1) – білок, який кодується однойменним геном, розташованим у людей на короткому плечі 1-ї хромосоми.  Довжина поліпептидного ланцюга білка становить 245 амінокислот, а молекулярна маса — 27 296.
| 10         |  | 20         |  | 30         |  | 40         |  | 50         |
| ---------- |  | ---------- |  | ---------- |  | ---------- |  | ---------- |
| MTSSYGHVLE |  | RQPALGGRLD |  | SPGNLDTLQA |  | KKNFSVSHLL |  | DLEEAGDMVA |
| AQADENVGEA |  | GRSLLESPGL |  | TSGSDTPQQD |  | NDQLNSEEKK |  | KRKQRRNRTT |
| FNSSQLQALE |  | RVFERTHYPD |  | AFVREDLARR |  | VNLTEARVQV |  | WFQNRRAKFR |
| RNERAMLANK |  | NASLLKSYSG |  | DVTAVEQPIV |  | PRPAPRPTDY |  | LSWGTASPYS |
| AMATYSATCA |  | NNSPAQGINM |  | ANSIANLRLK |  | AKEYSLQRNQ |  | VPTVN      |

A: Аланін

C: Цистеїн

D: Аспарагінова кислота

E: Глутамінова кислота

F: Фенілаланін

G: Гліцин

H: Гістидин

I: Ізолейцин

K: Лізин

L: Лейцин

M: Метіонін

N: Аспарагін

P: Пролін

Q: Глутамін

R: Аргінін

S: Серин

T: Треонін

V: Валін

W: Триптофан

Кодований геном білок за функціями належить до білків розвитку, фосфопротеїнів. 
Білок має сайт для зв'язування з ДНК. 
Локалізований у ядрі.